# Тахилалия
Тахилалия (от греч. ταχύς — быстрый и греч. λαλιά — речь) — форма нарушения устной речи, выражающаяся в патологически быстром темпе речи, которая не сопровождается дефектами фонетического, лексического и грамматического строя. При тахилалии больной произносит около 20-30 звуков в секунду, что примерно в 2 раза превышает нормальный темп речи. Зачастую тахилалия сопровождается повторением (пропуском) слогов, не замечаемым говорящим.
Изучается в рамках логопедии и психолингвистики.